# Areobindo (console 434)
Flavio Areobindo (latino: Flavius Areobindus; ... – 449) è stato un generale dell'Impero romano d'Oriente di origine gota, che divenne il comandante in capo dell'esercito orientale.

## Biografia
Areobindo era un goto che entrò a far parte della classe politica dell'Impero romano d'Oriente; suo figlio Dagalaifo fu console nel 461, suo nipote Areobindo Dagalaifo Areobindo tenne il consolato del 506.
Prese parte alla guerra contro i Sasanidi di re Bahram V del 422 come comes foederatorum, cioè come comandante dei contingenti di barbari inseriti come alleati all'interno dell'esercito romano. In tale occasione sconfisse in duello uno dei comandanti sasanidi, e a seguito della sua vittoria venne stipulata la pace.
Nel 434 fu scelto dalla corte d'Oriente come console, assieme al console d'Occidente, Flavio Ardaburio Aspare. Nello stesso anno venne nominato magister militum per Orientem (forse praesentialis), carica che tenne fino alla morte. Nel 441 venne scelto da Teodosio II come uno dei comandanti della spedizione contro i Vandali in Africa; la spedizione non ebbe successo in quanto i suoi comandanti persero tempo in Sicilia. Nel 443 venne inviato assieme ad altri generali contro Attila, ma venne sconfitto dal re degli Unni. Nel 447 aveva ricevuto il titolo di patricius, ma nel 449, anno della sua morte, era caduto in disgrazia presso Teodosio II.
Fu destinatario di due lettere di Teodoreto di Cirro, da cui si evince che aveva delle proprietà terriere in quella città, oltre ad altre attestate in Euphratensis.